# Pleuronea
Pleuronea is een geslacht van mosdiertjes uit de familie van de Tubuliporidae en de orde Cyclostomatida. De wetenschappelijke naam ervan werd in 1920 voor het eerst geldig gepubliceerd door Canu & Bassler.

## Soorten
- Pleuronea decorata Canu & Bassler, 1929
- Pleuronea fenestrata (Busk, 1859)
- Pleuronea striata Canu & Bassler, 1929